# Bertil Karlsson
Pour les articles homonymes, voir Karlsson.
Bertil Karlsson, surnommé Masen, (né le 1er janvier 1938 à Gävle, en Suède - mort le 9 mars 2011 à Gävle, en Suède) est un joueur et un entraîneur suédois de hockey sur glace. Il évoluait en position de défenseur.

## Statistiques
| Saison  | Équipe       | Ligue             |    | Saison régulière | Saison régulière | Saison régulière | Saison régulière | Saison régulière |   | Séries éliminatoires | Séries éliminatoires | Séries éliminatoires | Séries éliminatoires | Séries éliminatoires |
| Saison  | Équipe       | Ligue             | PJ | B                | A                | Pts              | Pun              | PJ               | B | A                    | Pts                  | Pun                  |                      |                      |
| 1957-58 | Strömsbro IF | Elitserien        | 15 | 4                | 5                | 9                |                  |                  |   |                      |                      |                      |                      |                      |
| 1958-59 | Strömsbro IF | Elitserien        |    |                  |                  |                  |                  |                  |   |                      |                      |                      |                      |                      |
| 1959-60 | Strömsbro IF | Elitserien        |    | 4                |                  |                  |                  |                  |   |                      |                      |                      |                      |                      |
| 1960-61 | Strömsbro IF | Elitserien        |    | 2                |                  |                  |                  |                  |   |                      |                      |                      |                      |                      |
| 1961-62 | Strömsbro IF | Elitserien        |    |                  |                  |                  |                  |                  |   |                      |                      |                      |                      |                      |
| 1962-63 | Strömsbro IF | Elitserien        |    |                  |                  |                  |                  |                  |   |                      |                      |                      |                      |                      |
| 1963-64 | Strömsbro IF | Elitserien        |    | 7                | 6                | 13               | 8                |                  |   |                      |                      |                      |                      |                      |
| 1964-65 | Strömsbro IF | Elitserien        | 19 | 2                | 3                | 5                | 26               |                  |   |                      |                      |                      |                      |                      |
| 1965-66 | Strömsbro IF | HockeyAllsvenskan |    |                  |                  |                  |                  |                  |   |                      |                      |                      |                      |                      |
| 1967-68 | Strömsbro IF | Elitserien        | 19 | 4                | 8                | 12               |                  |                  |   |                      |                      |                      |                      |                      |
| 1968-69 | Brynäs IF    | Elitserien        | 19 | 2                | 9                | 11               | 6                |                  |   |                      |                      |                      |                      |                      |
| 1969-70 | Brynäs IF    | Elitserien        | 28 | 3                | 6                | 9                |                  |                  |   |                      |                      |                      |                      |                      |

| Année | Équipe | Compétition          |   | PJ | B | A | Pts | Pun               |  | Résultat |
| 1959  | Suède  | Championnat du monde | 8 | 0  | 0 | 0 |     | Cinquième         |  |          |
| 1962  | Suède  | Championnat du monde | 7 | 0  | 3 | 3 | 18  | Champion du monde |  |          |
| 1963  | Suède  | Championnat du monde | 1 | 1  | 0 | 1 | 0   | Deuxième          |  |          |

## Titres et honneurs personnels
- Championnat du monde de hockey sur glace
  - Champion du monde 1962 avec l'équipe de Suède.
  - Vice-champion du monde 1963 avec l'équipe de Suède.
- Championnat d'Europe de hockey sur glace
  - Champion d'Europe 1962 avec l'équipe de Suède.
  - Vice-champion d'Europe 1963 avec l'équipe de Suède.
  - Médaille de bronze au championnat d'Europe 1959 avec l'équipe de Suède.
- Elitserien
  - Champion de Suède 1969-1970 avec le Brynäs IF.